# Cereopsius erasmus
Cereopsius erasmus es una especie de escarabajo longicornio del género Cereopsius,  subfamilia Lamiinae. Fue descrita científicamente por Medina & al. en 2021.
Se distribuye por Filipinas. Mide 19,6-25 milímetros de longitud. El período de vuelo ocurre en los meses de enero, julio, septiembre y octubre.